# Говежда
Говежда (болг. Говежда) — село в Болгарии. Находится в Монтанской области, входит в общину Георги-Дамяново. Население составляет 510 человек.

## Политическая ситуация
В местном кметстве Говежда, в состав которого входит Говежда, должность кмета (старосты) исполняет Петыр Еленков Петров (Союз демократических сил (СДС)) по результатам выборов.
Кмет (мэр) общины Георги-Дамяново — Дилян Станимиров Димитров (Граждане за европейское развитие Болгарии (ГЕРБ)) по результатам выборов.